# ليفي موناوازا
ليفي موناوازا(المولود في 3 سبتمبر 1948)، سياسي وقانوني زامبي، هو الرئيس الثالث لزامبيا،درس القانون في جامعة زامبيا عام 1970 وتخرج منها بدرجة البكالاريوس عام 1973،عمل مساعدا في أحد مكاتب المحاماة قبل أن يفتح مكتبه الخاص، في عام 1982 تم تعيينه نائبا لرئيس جمعية القانون في زامبيا،انضم موناوازا إلى المعارضة عام 1990 وبعد فوز فريدريك شيلوبا بانتخابات عام 1991 تم تعيينه نائبا للرئيس قبل حدوث الخلافات بينه وبين شيلوبا ومايكل ساتا بسبب ما رآه تهميشا له واستقال من منصبه عام 1994،فاز بالرئاسة عام 2002 وبتوجيه منه صوتت الجمعية الوطنية الزامبية على إزالة الحصانة عن الرئيس السابق فريدريك شيلوبا تمهيدا لمحاكمته، فاز لولاية ثانية عام 2006 ،توفي موناوازا فجأة في 18 أغسطس 2008 وتمت بعد وفاته انتخابات مبكرة فاز بها روبيا باندا.

## وصلات خارجية
- ليفي موناوازا على موقع الموسوعة البريطانية (الإنجليزية)
- ليفي موناوازا على موقع مونزينجر (الألمانية)
- ليفي موناوازا على موقع إن إن دي بي (الإنجليزية)

1. 1 2  Encyclopædia Britannica | Levy Mwanawasa (بالإنجليزية), QID:Q5375741
2. 1 2  Brockhaus Enzyklopädie | Levy Patrick Mwanawasa (بالألمانية), OL:19088695W, QID:Q237227
3. ↑  Dalibor Brozović; Tomislav Ladan (1999.), Hrvatska enciklopedija | Levy Patrick Mwanawasa (بالكرواتية), Leksikografski zavod Miroslav Krleža, OL:120005M, QID:Q1789619 {{استشهاد}}: تحقق من التاريخ في: |publication-date= (help)
4. ↑   http://news.bbc.co.uk/1/hi/world/africa/7570285.stm. {{استشهاد ويب}}: |url= بحاجة لعنوان (مساعدة) والوسيط |title= غير موجود أو فارغ (من ويكي بيانات) (مساعدة)
5. ↑  Levy Patrick Mwanawasa - Biography of Levy Patrick Mwanawasa - President of Zambia from 2002 to 2008 نسخة محفوظة 05 مارس 2016 على موقع واي باك مشين.

| المناصب السياسية    | المناصب السياسية        | المناصب السياسية |
| ------------------- | ----------------------- | ---------------- |
| سبقه فريدريك شيلوبا | رئيس زامبيا 2002 - 2008 | تبعه روبيا باندا |